# Lidová revoluční vojenská rada
Lidová revoluční vojenská rada Ústřední lidové vlády (čínsky v českém přepisu Čung-jang žen-min-čeng-fu žen-min ke-ming ťün-š’ wej-jüan-chuej, pchin-jinem Zhōngyāng Rénmínzhèngfǔ Rénmín Gémìng Jūnshì Wěiyuánhuì, znaky 中央人民政府人民革命军事委员会) byla skupinou nejvyšších představitelů státu a armády, která stála v čele ozbrojených sil Čínské lidové republiky (ČLR), především Čínské lidové osvobozenecké armády. Zřízena byla v říjnu 1949 se vznikem Čínské lidové republiky jako nástupce revoluční vojenské komise ÚV KS Číny, která řídila čínskou komunistickou armádu během občanské války. V září 1954 byla reorganizována ve Státní výbor obrany Čínské lidové republiky, přičemž současně vznikla paralelní stranická ústřední vojenská komise KS Číny.
Lidová revoluční vojenské rada podléhala Ústřední lidové vládě Čínské lidové republiky, jako jeden ze čtyř (později pěti) ústředních úřadů republiky, kterými byli ještě Státní administrativní rada (vláda), Nejvyšší lidový soud, Nejvyšší lidová prokuratura a od roku 1952 i státní plánovací komise.
Lidová revoluční vojenská rada  se skládala z předsedy, místopředsedů a členů. Předsedou rady byl Mao Ce-tung, předseda ústředního výboru Komunistické strany Číny a předseda Čínské lidové republiky.

## Složení rady
U nečlenů KS Číny je uvedena stranická příslušnost: Revoluční výbor čínského Kuomintangu (RCCK), případně nestraník.
- Předseda (říjen 1949 – září 1954): Mao Ce-tung
- Místopředsedové (říjen 1949 – září 1954): Ču Te, Liou Šao-čchi, Čou En-laj, Pcheng Te-chuaj, Čcheng Čchien (RCCK)
- Členové  (říjen 1949 – listopad 1951), místopředsedové (listopad 1951 – září 1954): Lin Piao, Kao Kang (zemřel v srpnu 1954)
- Členové  (říjen 1949 – červen 1954), místopředsedové (červen 1954 – září 1954): Liou Po-čcheng, Che Lung, Čchen I, Luo Žung-chuan, Sü Siang-čchien, Nie Žung-čen, Jie Ťien-jing
- Členové (říjen 1949 – září 1954): Su Jü, Čang Jün-i, Teng Siao-pching, Li Sien-nien, Žao Šu-š’, Teng C’-chuej, Si Čung-sün, Luo Žuej-čching, Sa Čen-ping (nestraník; zemřel v dubnu 1952), Čang Č’-čung (RCCK), Fu Cuo-i (RCCK), Cchaj Tching-kchaj (RKCC), Lung Jün (RCCK), Liou Fej
- Člen (červen 1954 – září 1954): Sü Chaj-tung